# Panimávida
Panimávida este un târg din provincia Linares, regiunea Maule, Chile, cu o populație de 1.473 locuitori (2012) și o suprafață de  km2. 